# GRiD Compass

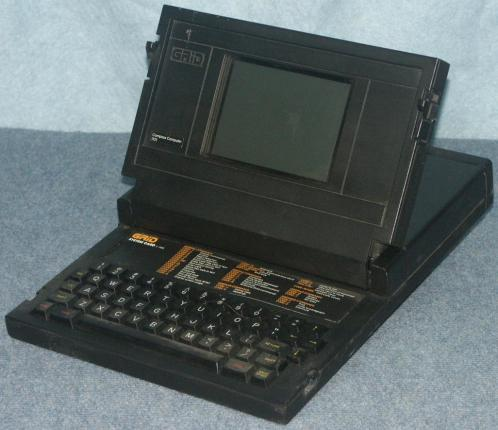
GRiD Compass 1100 in opengeklapte toestand.

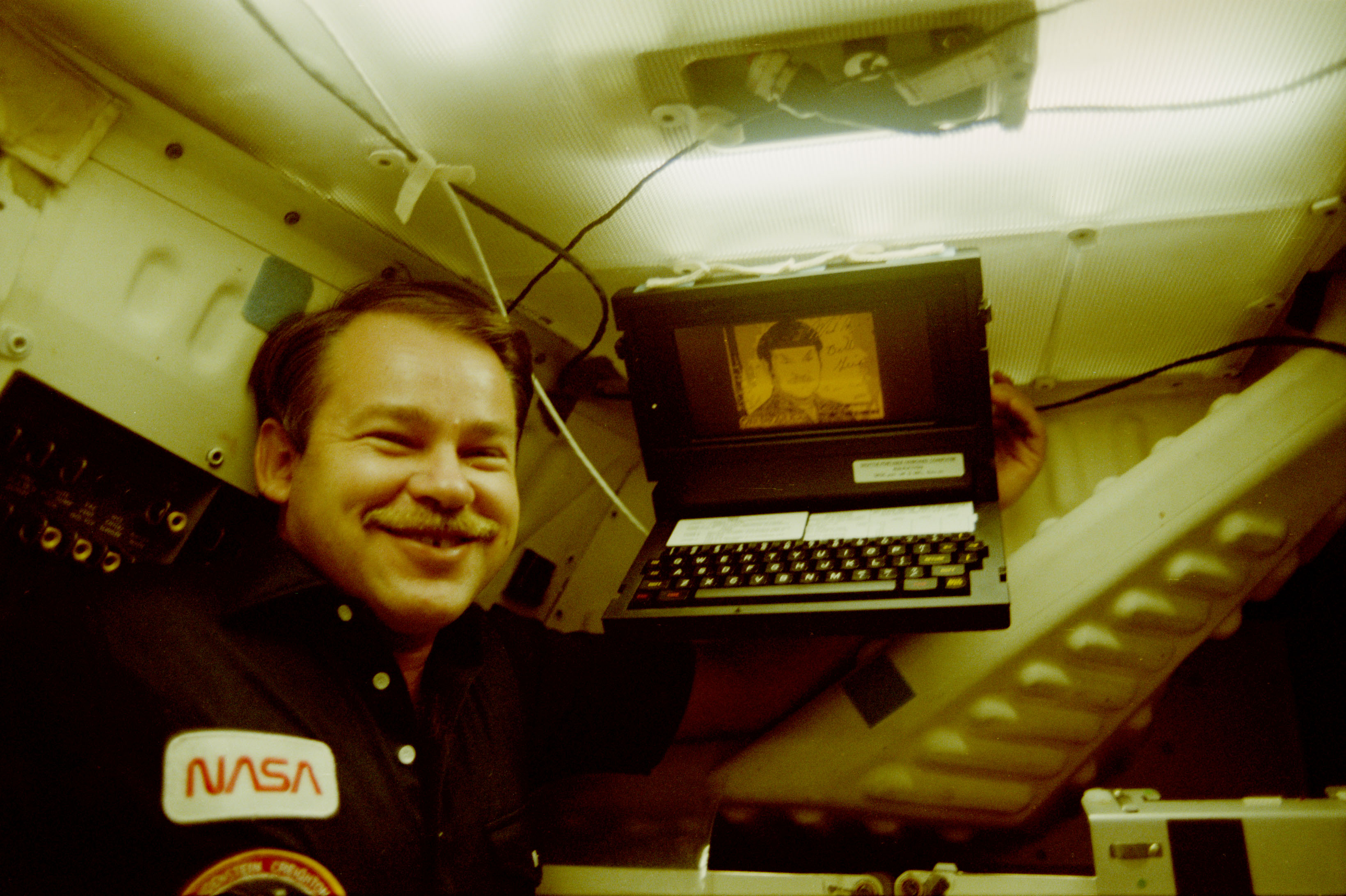
Astronaut John Creighton met een GRiD Compass aan boord van het ruimteveer Discovery in 1985.

De GRiD Compass was een draagbare computer, die wel wordt beschouwd als de eerste laptop. Het ontwerp van de Britse industrieel ontwerper Bill Moggridge (1943-2012) dateert uit 1979, en in 1982 werden de eerste exemplaren van de Compass 1100 verkocht.
De Compass 1100 had een Intel 8086 microprocessor, 340 kilobyte bellengeheugen (Engels: bubble memory) en een monochroom elektroluminescentiescherm met een resolutie van 320 x 200 pixels.
De Compass had een robuust ontwerp, dat schokken van 60 g kon doorstaan. De computer was vooral in gebruik op plekken waar voldoende waarde werd gehecht aan draagbaarheid en robuustheid om de hoge aanschafprijs te rechtvaardigen. Naast (sales)managers was dit vooral de Amerikaanse overheid: de Compass kwam terecht in de Space Shuttle, Air Force One en bij het leger. De wijze waarop de Compass in- en uitklapte, en die standaard werd bij draagbare computers, was gepatenteerd en was een gestage bron van inkomsten voor GRiD.
Hoewel de Compass een 8086 had, was hij aanvankelijk niet IBM-compatibel (de machine draaide het eigen GRiD OS), en pas latere versies (1984) draaiden het MS-DOS-besturingssysteem. Het scherm werd hierbij groter, en maakte gebruik van lcd-technologie in plaats van elektroluminescentie.